# Ruscarius
Ruscarius és un gènere de peixos pertanyent a la família dels còtids.

## Taxonomia
- Ruscarius creaseri (Hubbs, 1926)[2]
- Ruscarius meanyi (Jordan & Starks, 1895)[3][4][5][6][7][8]